# Quartette de Robert
 (mai 2020).
Si vous disposez d'ouvrages ou d'articles de référence ou si vous connaissez des sites web de qualité traitant du thème abordé ici, merci de compléter l'article en donnant les références utiles à sa vérifiabilité et en les liant à la section « Notes et références ».
Le quartette de Robert (en anglais Robert's Quartet) est un groupe de galaxies dans la constellation du Phénix. Il est composé de quatre galaxies en interaction : NGC 87, NGC 88, NGC 89 et NGC 92. Il a été découvert dans les années 1830 par John Herschel. La galaxie NGC 101 est un membre plus lointain du groupe.
Les quatre membres principaux se retrouvent dans un cercle d'environ 1,6 minute d'arc, soit environ 75 000 années-lumière.

## Nomenclature
Il a été nommé ainsi par Halton Arp et Barry F. Madore dans leur compilation A Catalogue of Southern Peculiar Galaxies and Associations.
Ce groupe de galaxies était connu comme un groupe compact depuis 1977 par J. A. Rose sous la désignation Rose 34. Le Quartette de Robert est aussi connu sous la désignation AM 0018-485, issue du Catalogue of Southern Peculiar Galaxies and Associations, compilé en 1987 par les astronomes Halton Arp et Barry Madore.
Comme le découvrit l'astronome amateur australien Mike Kerr, le nom de « Quartette de Robert » fut attribué par Arp et Madore d'après Robert Freedman, qui avait généré un grand nombre de positions mises à jour de galaxies dans le catalogue. Le catalogue contient par ailleurs un système de galaxies nommé Wendy (ESO 147-8), d'après Wendy Freedman, et une autre nommé la Galaxie conjugale (ESO 384-53).

## Membres
| Nom     | Type         | Distance de la Terre)                 | Magnitude |
| ------- | ------------ | ------------------------------------- | --------- |
| NGC 87  | IBm pec.     | environ 33,8 Mpc (∼110 millions d'al) | +14.5     |
| NGC 88  | SB(rs)a pec. | environ 33,8 Mpc (∼110 millions d'al) | +15.21    |
| NGC 89  | SB0(s)a pec. | environ 33,8 Mpc (∼110 millions d'al) | +14.57    |
| NGC 92  | SAa pec.     | environ 50 Mpc (∼163 millions d'al)   | +14.29    |
| NGC 101 | Sc           | environ 45 Mpc (∼147 millions d'al)   | +13.46    |